# Jean de Fontaney
Jean de Fontaney (1643, Saint Pol de Léon - 1710, La Flèche) est un missionnaire et savant jésuite français.

## Biographie
Membre de la Compagnie de Jésus depuis 1658, ses travaux en mathématiques et en astronomie, ainsi que son édition du Planisfère de son confrère Ignace-Gaston Pardies lui avaient valu le titre de membre correspondant de l'Académie royale des sciences, lorsqu'il fut appelé, en 1684, conjointement avec les pères Gerbillon, Tachard, Le Comte, Bouvet, Visdelou, à faire partie d'une mission envoyée en Chine dans le double but d'y propager le christianisme et de faire connaître par des travaux et par des recherches les contrées orientales de l'Asie. 
Le père Fontaney se signala par un zèle infatigable. Il adressa à son ami, le célèbre Cassini, de nombreuses observations astronomiques et météorologiques, observa à Siam une éclipse totale de lune (1685), essaya vainement de gagner Macao, se rendit à Pékin en 1687, passa de là à Nankin (1688), où, pendant plus de deux ans, il se livra à ses travaux apostoliques, puis alla à Canton, afin, d'obtenir justice contre les Portugais, qui lui suscitaient toutes sortes d'entraves et interceptaient même ses communications avec l'Europe. Ses réclamations n'ayant point été écoutées, il partit pour Pékin dans l'intention de s'adresser à l'empereur, Kangxi. Ce souverain, grâce à des remèdes apportés d'Europe par le père Fontaney, avait été guéri d'une grave maladie ; aussi logea-t-il dans son propre palais le missionnaire et ses compagnons. En 1690, le père Fontaney quitta Pékin pour revenir en Europe. En 1701, il était de retour en Chine, où il resta deux ans. Appelé de nouveau en Europe pour y rendre compte du résultat de sa mission et pour prendre divers arrangements à ce sujet, il arriva à Londres en 1704, puis reprit pour la troisième fois la route de l'Asie et revint définitivement en France en 1720(?). Les Lettres édifiantes contiennent deux lettres de ce missionnaire, et plusieurs de ses observations scientifiques se trouvent consignées dans le voyage du père Gerbillon. Ce fut le père Fontaney qui fit présent à la bibliothèque du roi des premiers ouvrages chinois apportés en France.

## Sources
- Grand dictionnaire universel du XIXe siècle, Pierre Larousse
- Dictionnaire des orientalistes de langue française, François Pouillon, éditions Karthala, 2008